# X-Men: Dark Phoenix
X-Men: Dark Phoenix is een Amerikaanse superheldenfilm uit 2019, geschreven en geregisseerd door Simon Kinberg. De film is gebaseerd op personages die voorkomen in Marvel stripboeken. X-Men: Dark Phoenix is de zevende film waarin de X-Men als team optreden en de twaalfde film in het X-Men-filmuniversum.

## Verhaal
De film speelt zich af na de gebeurtenissen in X-Men: Apocalypse. Jean Grey’s ongelooflijke krachten beginnen steeds sterker te worden maar ze wordt daarmee ook kwaadaardiger en verandert in de Dark Phoenix. Het team van de X-men moet een hartverscheurende keuze maken want het lijkt erop dat ze hun teamlid moeten opofferen om de mensheid te redden.

## Rolverdeling
| Acteur             | Personage                            |
| ------------------ | ------------------------------------ |
| James McAvoy       | Charles Xavier                       |
| Sophie Turner      | Jean Grey / Dark Phoenix             |
| Jennifer Lawrence  | Raven Darkhölme / Mystique           |
| Michael Fassbender | Erik Lehnsherr / Magneto             |
| Nicholas Hoult     | Hank McCoy / Beast                   |
| Alexandra Shipp    | Ororo Munroe / Storm                 |
| Tye Sheridan       | Scott Summers / Cyclops              |
| Kodi Smit-McPhee   | Kurt Wagner / Nightcrawler           |
| Evan Peters        | Peter Maximoff / Quicksilver         |
| Jessica Chastain   | Shi'ar-keizerin Vuk / Margaret Smith |
| Ato Essandoh       | Jones, Shi'ar-lid                    |
| Kota Eberhardt     | Selene Gallio                        |
| Andrew Stehlin     | Ariki                                |
| Scott Shepherd     | John Grey                            |
| Brian d'Arcy James | President van de Verenigde Staten    |
| Summer Fontana     | Jean Grey (8 jr.)                    |
| Hannah Anderson    | Elaine, Jeans moeder                 |
| Lamar Johnson      | Match                                |
| Halston Sage       | Dazzler (cameo)                      |

## Productie
Nadat de tijdlijn van de X-Menfilms werd gereset in de film X-Men: Days of Future Past kon een adaptatie van de verhaallijn van de The Dark Phoenix Saga gevolgd worden. De film X-Men: Apocalypse liet al de krachten zien van Jean Grey, bedoeld als voorspel op de volgende film. Filmproducent Simon Kinberg maakte zijn debuut als regisseur en de filmopnamen gingen van start op 28 juni 2017 in Montreal. Jessica Chastain werd gecast voor de superschurk.

### Muziek
In januari 2018 werd aangekondigd dat Hans Zimmer de filmmuziek zou componeren.

### Release
De bioscooppremière van de film in de Verenigde Staten werd eerst aangekondigd voor 2 november 2018 en 14 februari 2019 maar werd later verschoven naar 7 juni 2019. De film ging in première op 14 mei 2019 in Mexico-Stad.